# Raro (álbum)
Raro es el undécimo álbum de estudio y duodécimo cronológicamente de la banda de rock uruguaya El Cuarteto de Nos. Fue producido por Juan Campodónico y lanzado a la venta el 20 de mayo de 2006 por Bizarro Records.

## Historia
En 2004 la banda se reunió con Juan Campodónico para realizar el disco El Cuarteto de Nos, que contenía tres temas nuevos y quince versiones renovadas de temas clásicos. Se tenía como objetivo que llegara al público argentino, pero no se logró. El Cuarteto tenía desde hace tiempo seguidores de culto en Argentina, pero los sellos discográficos no mostraban interés en la banda. En Raro la banda volvió a grabar de la mano de Juan Campodónico. El disco, cuya portada es un retrato mezclado de los cuatro miembros, fue lanzado con pocas expectativas por Bizarro Records. Sin embargo, terminó siendo un disco bisagra, que permitió que la banda llegara popularmente a Argentina y también que empezara a tener repercusión en España, México y Colombia.

## Estilo musical
En este disco El Cuarteto de Nos muestra una faceta diferente de los discos anteriores. Se aleja de la predominancia de los chistes sexuales y personajes bizarros para experimentar con canciones con rimas complejas y con un sonido más roquero. 
Las canciones «Yendo a la casa de Damián» y «Ya no sé qué hacer conmigo» fueron los dos hits principales del disco y los más difundidos. En ambos casos se maneja la complejidad en la rima. La primera pertenece al género de rock y en la segunda se fusionan milonga y el son. El último tema, «Autos nuevos», tiene la particularidad de que Riki Musso imita un solo de guitarra mediante la voz.

## Premios y ventas
Obtuvo siete premios Graffiti a la Música Uruguaya, incluidos canción del año, video del año, disco del año, grupo del año, productor del año (Juan Campodónico) y grabación del año. Fue nominado a los Premios Grammy Latinos en la categoría Mejor canción rock por «Yendo a la casa de Damián».
El 6 de junio de 2006 logró superar las 2000 copias vendidas en Uruguay, por lo que la Cámara Uruguaya de Productores de Fonogramas (CUD) le otorgó al álbum la certificación de disco de oro. Exactamente dos meses después, el 6 de agosto de ese mismo año, el volumen de ventas de Raro en ese país ascendió a las 4000 unidades, accediendo a la certificación de disco de platino otorgada por la CUD.
En 2021 para conmemorar el 15 aniversario del disco, la banda publica una edición limitada del álbum en disco de vinilo, la cual se empezaron a vender en México y Argentina.

## Lista de canciones
| N.º   | Título                       | Escritor(es)     | Duración |  |
| 1.    | «Nada es gratis en la vida»  | Roberto Musso    | 3:47     |  |
| 2.    | «Hoy estoy raro»             | Roberto Musso    | 4:40     |  |
| 3.    | «Así soy yo»                 | Roberto Musso    | 3:45     |  |
| 4.    | «Yendo a la casa de Damián»  | Roberto Musso    | 4:14     |  |
| 5.    | «Pobre papá»                 | Santiago Tavella | 2:59     |  |
| 6.    | «Ya no sé qué hacer conmigo» | Roberto Musso    | 4:01     |  |
| 7.    | «Natural»                    | Roberto Musso    | 2:37     |  |
| 8.    | «Invierno del 92»            | Roberto Musso    | 3:59     |  |
| 9.    | «El karaoke de mi noviecita» | Santiago Tavella | 4:22     |  |
| 10.   | «Me hace bien, me hace mal»  | Roberto Musso    | 3:55     |  |
| 11.   | «Pueblo podrido»             | Roberto Musso    | 2:31     |  |
| 12.   | «Autos nuevos»               | Ricardo Musso    | 4:12     |  |
| 45:54 |                              |                  |          |  |

## Personal
Integrantes
- Roberto Musso - voz y segunda guitarra.
- Alvin Pintos - batería.
- Santiago Tavella - bajo y voz.
- Riki Musso - guitarra principal y voz.

Arreglos: El Cuarteto de Nos y Juan Campodónico.
Músicos adicionales
- Andrés Bedó - órgano Hammond y Clavinet en «Autos nuevos», piano en «Pobre papá» y farfisa en «Así soy yo».
- Juan Campodónico - guitarra acústica en «Pobre papá», guitarra eléctrica en «Natural» y «Hoy estoy raro». Programación en «Ya no sé qué hacer conmigo» y en «El karaoke de mi noviecita».
- Julio Berta - guitarra eléctrica en «Yendo a la casa de Damián».

Producción
- Dirección artística: Juan Campodónico
- Grabación: Julio Berta
- Mezcla: Julio Berta
- Masterización: Julio Berta
- Edición digital: Julio Berta y Ricardo Musso

## Reediciones
Fue reeditado en CD por Virgin/EMI, España, en 2007.
Fue relanzado en 2021 en vinilo para conmemorar los 15 años del disco.